# Študlov (okres Svitavy)
Obec Študlov (moravsky Ščudlov) se nachází v okrese Svitavy v Pardubickém kraji. Žije zde 108 obyvatel.

## Název
Vesnice byla pravděpodobně pojmenována podle Študlova u Valašských Klobouk.

## Historie
První písemná zmínka o obci pochází z roku 1629. V roce 1790 žilo v obci 126 obyvatel v 21 domech. Železný kříž s kamenným podstavcem z roku 1887 u návsi s parkem.

## Galerie

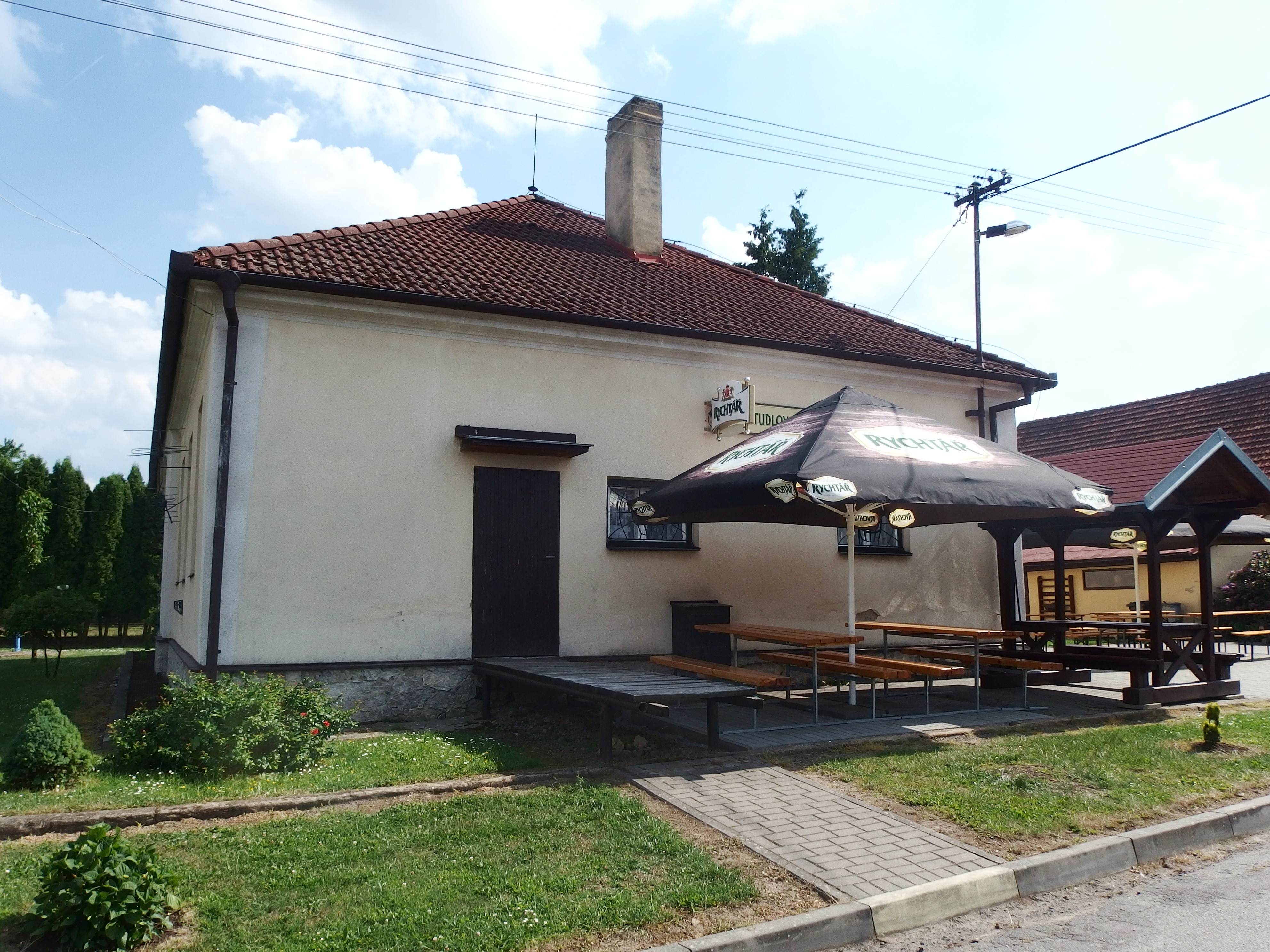
Restaurace Študlovská rychta
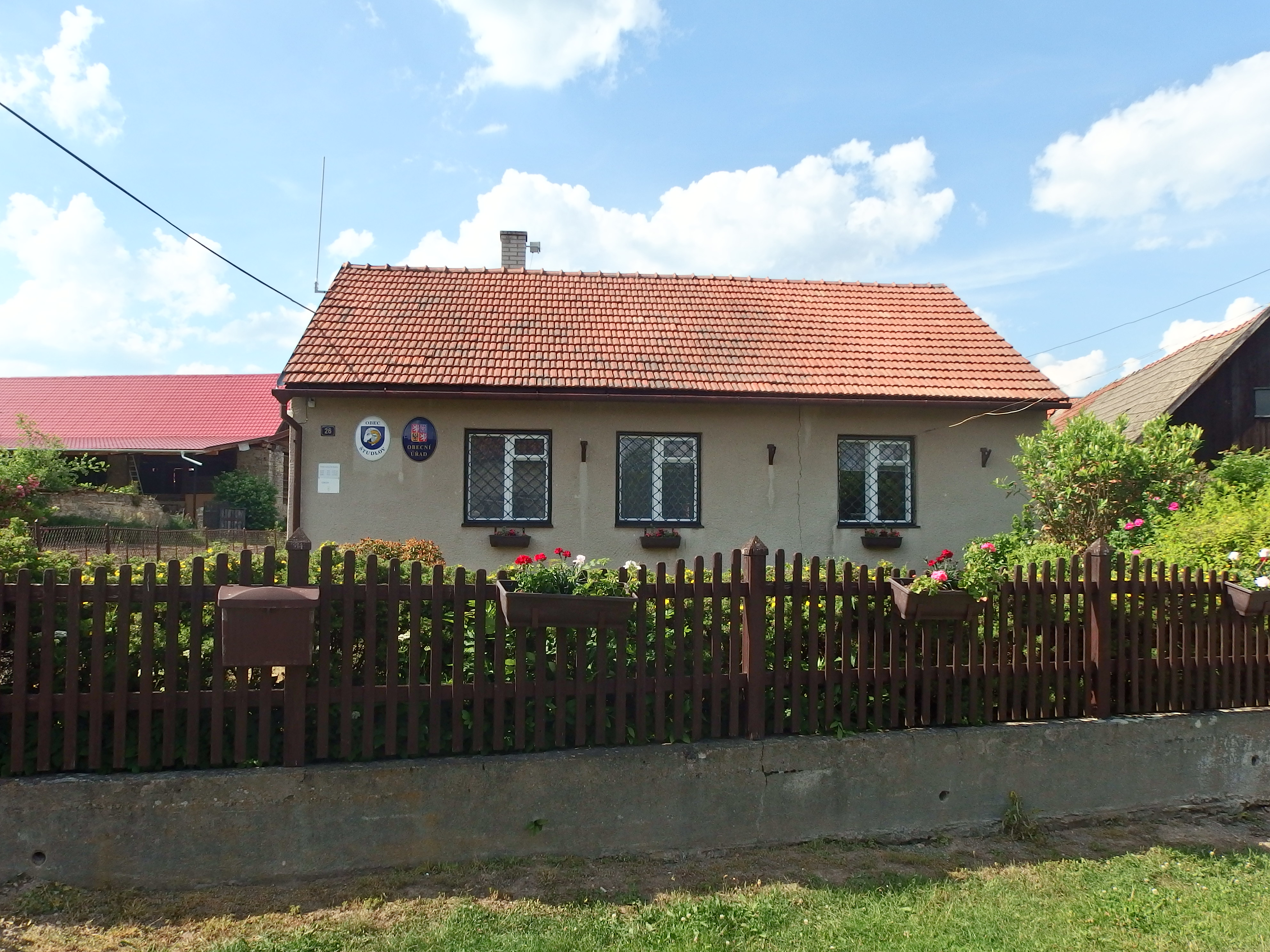
Obecní úřad
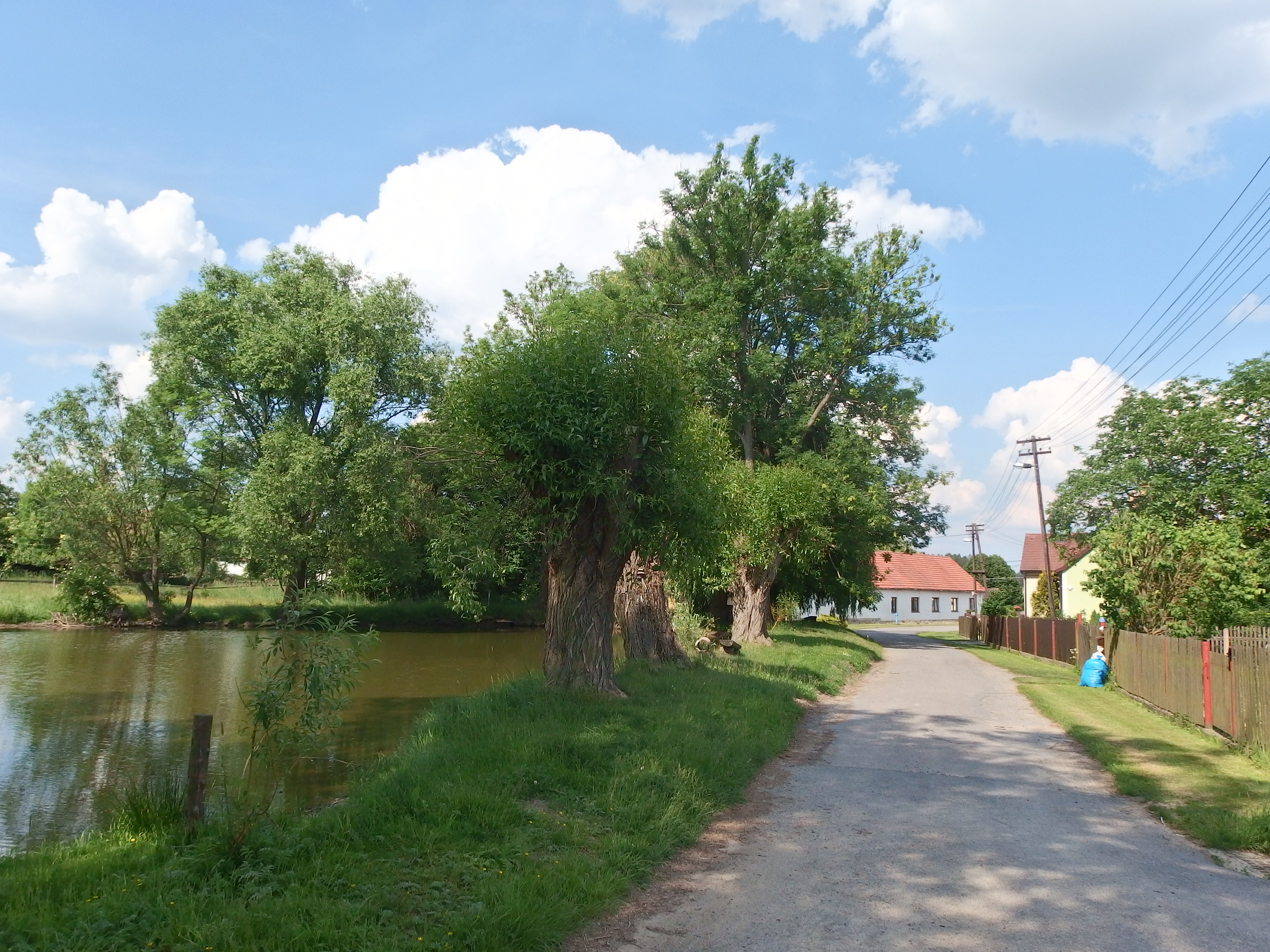
Rybníček
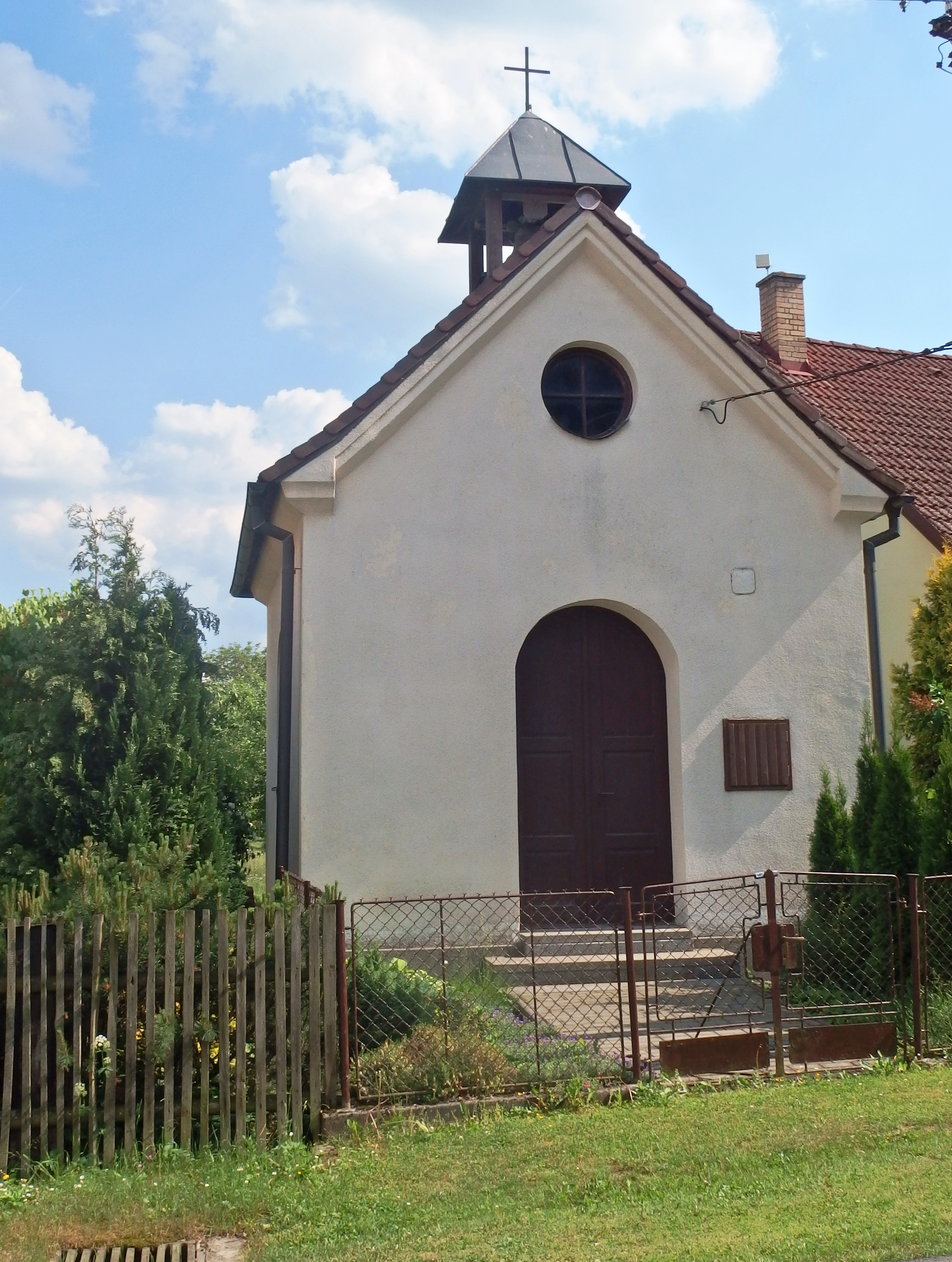
Kaple